# Jacky Rosen
Jacklyn Sheryl Rosen (Chicago, Illinois, 2 de agosto de 1957) es una política estadounidense que anteriormente se desempeñaba como representante de los Estados Unidos para el tercer distrito del Congreso de Nevada. En 2018 fue elegida para el Senado de los Estados Unidos, derrotando al titular republicano Dean Heller.
Si bien Rosen ha promocionado sus esfuerzos para "crear un negocio", una revisión de los registros públicos del Reno Gazette Journal no encontró evidencia de que Rosen tuviera una licencia comercial estatal o local. Según Rosen, dirigió la empresa no identificada de 1993 a 2002, donde era la única empleada. Su negocio atendía a dos clientes principales, Southwest Gas, que era el antiguo empleador de Rosen, y Radiology Specialists, que es un grupo de médicos con sede en Las Vegas que empleaba al esposo de Rosen.